# Ludmila Javorová
Ludmila Javorová (* 31. ledna 1932 Brno) je bývalou blízkou spolupracovnicí tajného biskupa Felixe Maria Davídka při budování skryté církve mezi lety 1964–1989, jejíž existence byla reakcí na ničivé zásahy komunistického režimu proti církvím. 28. prosince 1970 Davídek Ludmilu Javorovou vysvětil na jáhna i na římskokatolického kněze. V roce 1996 jí bylo církví oficiálně sděleno, že je jí výkon kněžské služby zakázán, protože její svěcení je podle katolického církevního práva neplatné.

## Kněžství Ludmily Javorové
V září 1970 se biskup Davídek rozhodl svolat na 25.–26. prosince 1970 do Kobeřic u Brna sněm (nazývaný také synod) společenství „Koinótés“, sítě tajně svěcených biskupů a kněží. Jedním z projednávaných témat mělo být i teologické posouzení možnosti svěcení žen. Na sněmu došlo k rozkolu podzemní církve, který přetrval až do roku 1989. Dva dny po sněmu Davídek vysvětil Ludmilu Javorovou na jáhna a kněze. Domníval se, že aktuální situace ho k takovému mimořádnému počinu opravňuje. Účelem svěcení bylo zajištění duchovní služby v ženských věznicích a pracovních táborech. Nesměla působit jako kněz veřejně a mimo věznice.
Vzhledem k tomu, že mnozí měli pochybnosti o platnosti kněžského svěcení ženy, v roce 1983 napsala Javorová papeži. Dopis předala v Praze osobně kardinálu Františku Tomáškovi a ten slíbil předat jej papeži. Odpověď nedostala. Když byla proti její vůli zveřejněna informace o jejím vysvěcení, doslechla se, že papež velkoryse anuloval její exkomunikaci. V roce 1996 byla předvolána na brněnské biskupství, které jí z Vatikánu tlumočilo, že je jí výkon kněžské služby zakázán. V roce 2001 Vatikán veřejně oznámil, že podle Katechismu katolické církve a podle pastýřského listu Jana Pavla II. Ordinatio sacerdotalis (1994) lze platně vysvětit na kněze jen pokřtěného muže.
„Marně hledám odpověď na to, že nikoho v mé církvi nezajímaly žádné okolnosti, za kterých bylo rozhodnuto o svěcení, kde jsem vzala jistotu tohoto charisma a jak jsem s touto službou nakládala. Postupovalo se jen v řádu práva a z hodiny na hodinu byl rozumově vynesen ortel neplatnosti. Nikdo se nezamyslel nad tím, že co je v bytí, nelze zrušit jen tímto způsobem, tedy prostým zákazem.“ – vyjádřila se k tomu.
V roce 2012 Ludmila Javorová vyučovala náboženství v římskokatolické farnosti u kostela sv. Cyrila a Metoděje v Brně-Židenicích.

## Podobné případy
- Biskup Davídek vysvětil na jáhny (pravděpodobně i na kněze) ještě několik dalších žen. Všechny ostatní se svého kněžství vzdaly.

- 29. června 2002 argentinský biskup Rómulo Braschi, původně římskokatolický arcibiskup, působící ve Svobodné katolické církvi v Německu (Freikatholische Kirche) a poté doložený v Katolické apoštolské církvi Brazílie,[2] při neveřejném obřadu na lodi plující po Dunaji vysvětil sedm žen z Rakouska, Německa a Spojených států najednou. Braschi byl přesvědčen, že odpírat ženám kněžskou službu je projevem hereze. „Jak nauka o nemožnosti ordinace žen, tak církevní právo na ní postavené jsou projevem hereze,“ napsaly teoložky Ida Raming a Iris Mueller, které byly mezi vysvěcenými. Všichni účastníci obřadu byli exkomunikováni.

- V USA působí hnutí Roman Catholic womenpriests[3] (volný překlad: Římskokatolické kněžky), mezi příznivce tohoto hnutí patří i muži. Hnutí vychází ze sedmi žen vysvěcených biskupem Braschim. Oficiální katolická církev je neuznává a vztahuje se na ně automatická exkomunikace.